# Sommerécourt
Sommerécourt település Franciaországban, Haute-Marne megyében. Lakosainak száma 77 fő (2022. január 1.). Sommerécourt Sartes, Outremécourt, Vaudrecourt és Bourmont entre Meuse et Mouzon községekkel határos.

## Népesség
A település népessége az elmúlt években az alábbi módon változott:
| Lakosok száma | 119  | 99   | 91   | 83   | 79   | 81   | 78   | 81   | 82   | 77   |
|               | 1968 | 1982 | 1990 | 2006 | 2013 | 2015 | 2017 | 2019 | 2020 | 2022 |